# قتل عام ماکوگوه
در تاریخ ۲۲ ژانویه ۲۰۲۳ در ماکوگوه در جمهوری دموکراتیک کنگو ، اسلام گرایان حدود ۲۰ نفر را به قتل رساندند. 

## زمینه
نیروهای دموکراتیک متفقین یک گروه اسلام گرای اوگاندایی می باشند که در سال ۱۹۹۶ شورش را آغاز کردند. این جنبش به جمهوری دموکراتیک کنگو گسترش پیدا کرد و در طول دهه ۲۰۱۰ تقویت گردید. تهاجمات آنان در قسمت شمال کیوو مثل کشتار در بنی در سال ۲۰۱۶ می باشد. آنان در تاریخ ۱۵ ژانویه ۲۰۲۳ کلیسایی را در کاسیندی، کیوو شمالی بمباران نمودند.

## تهاجم
در شامگاه ۲۲ ژانویه ۲۰۲۳، نیروهای دموکراتیک متفقین بین ۱۷ تا ۲۴ نفر را در ماکوگوه، روستایی در حومه بنی، کیوو شمالی ، در قسمت شرق جمهوری دموکراتیک کنگو به قتل رساندند.  نسل کشی در یک بار اتفاق افتاد. اخلالگران همچنین چندین خانه و مغازه را غارت و آتش زدند و چند نفر را دزدیدند.  سعیدی بالیکویشا، معاون استانی که در جریان این تهاجم در ماکوگوه بود، تعداد کشته‌شدگان را ۲۳ نفر اعلام نمود.   در تاریخ ۲۳ ژانویه، دولت اسلامی مسئولیت این تهاجم را بر عهده گرفت.